# Sabri Allouani
Sabri Allouani, né le 26 septembre 1978 à Montpellier (France, département de l'Hérault), est un raseteur français. Il demeure à Vendargues (Hérault).

## Histoire des raseteurs
Autrefois, les raseteurs se recrutaient parmi les ouvriers saisonniers ou les déclassés de la société rurale. Avec l'apparition des écoles taurines dans les années 1980, dans des zones jouxtant le pays de Bouvino, avec, aussi, la croissance des banlieues et le taux d'immigration, on trouve de plus en plus de jeunes raseteurs  issus de famille immigrées. Certains se sont déjà fait un nom comme Sabri Allouani issu de l'école taurine de Vendargues. 

## Biographie

### Carrière
Jeune, son avenir s'orientait plutôt vers le football, sport pour lequel il présentait de réelles prédispositions. Mais ayant été au contact du taureau lors des fêtes, spectacles de rues et toro-piscines qui sont une tradition des villages du Gard, des Bouches-du-Rhône et de l'Hérault, il intègre sur les conseils de ses amis, l'école taurine de Vendargues et accède à l'âge de 18 ans à la catégorie des courses de protection, première marche dans la hiérarchie de la course Camarguaise .

## Palmarès
- Vainqueur du Trophée de l'Avenir en 1999.
- Vainqueur du Trophée des As (Championnat de France) en 2000 (Fait unique dans l'histoire de la Course Camarguaise le doublé Trophée de l'Avenir / Trophée des As dès la première année), 2001, 2002, 2003, 2004, 2005, 2006, 2008, 2009 et 2014. Il détient le record du nombre de victoires, ainsi que de victoires consécutives.
- Vainqueur de la Cocarde d'or en 2002, 2005, 2006, 2007, 2009 et 2013.
- Vainqueur de la Palme d'argent en 1999.
- Vainqueur de la Palme d'or en 2001, 2004, 2007 et 2009.
- Vainqueur du Trophée Pescalune en 2002, 2003, 2005 et 2006.
- Vainqueur du Trophée des maraîchers en 2000 et 2001.
- Vainqueur du Muguet d'or en 2001, 2002 et 2005.

Il a arrêté sa carrière et a fait ses adieux à la Course camarguaise le samedi 13 novembre 2010 dans les arènes de Lunel, avant de reprendre sa carrière le 5 juin 2011, chez lui, à Vendargues.
À la suite d'une altercation avec un juge le 15 aout 2013 au Grau du Roi, il est condamné le 9 octobre 2013 par la FFCC à 2 ans ferme et interdiction d'avoir une licence fédérale jusqu'au mois de juin 2017. Cette décision tombe 4 jours avant la finale du Championnat de France Trophée taurin à Arles et aurait pu marquer la fin d'une carrière exceptionnelle. Après avoir fait appel, la sanction étant levée quelques semaines après, Sabri Allouani, à un âge pourtant très avancé pour continuer au plus haut niveau, revient en piste avec la volonté de gagner un 10 ème trophée des As. La compétition aura été animée toute la saison face à Amine Chekade, qu'il bat finalement après l'avoir devancé de 30 points en une seule course quinze jours avant la finale. Un coup de corne et une fracture durant la saison ne l'auront pas empêché de soulever son 10 ème trophée des As à Nîmes en octobre 2014.
Les saisons qui ont suivi, Sabri a continué sans volonté de gagner mais se retrouvait souvent à dominer encore les courses même face aux plus jeunes. Une rupture des ligaments du genoux lui font mettre un terme à sa carrière le 14 juillet 2017 au Grau du Roi.

## Le développement de la course camarguaise
En forte augmentation depuis le début des années 1980, les courses camarguaises ont connu un véritable explosion en 2004, année où l'on recensait 921 courses avec 250 000 spectateurs selon les chiffres donnés par la Fédération française de la course camarguaise, avec une légère augmentation en 2005 (263 653 spectateurs). « Le passage officiel de la course libre à la course camarguaise par agrément ministériel de la Fédération en 1975 a sans aucun doute favorisé l'augmentation du nombre de compétitions et a permis de rationaliser la carrière des tenues blanches(...) Dès 1977, des courses pour débutants sont organisées avec de jeunes cocardiers, en 1988, les vaches sont autorisées à participer. »